# ویکرز وایکینگ
ویکرز وایکینگ (به انگلیسی: Vickers Viking) یک هواپیمای ساختِ کارخانهٔ ویکرز است که در سال ۱۹۱۹ ساخته شد. این هواپیما برای نخستین بار در ۱۹۱۹ میلادی مورد استفاده قرار گرفت.